# Altheimer, Arkansas
Altheimer là một thành phố thuộc quận Jefferson, tiểu bang Arkansas, Hoa Kỳ. Năm 2010, dân số của thành phố này là 984 người.

## Dân số
- Dân số năm 2000: 1192 người.
- Dân số năm 2010: 984 người.